# Chavela Vargas
María Isabel Anita Carmen de Jesús Vargas Lizano, conhecida como Chavela Vargas, (San Joaquín de Flores, Costa Rica, 17 de abril de 1919 -  Cuernavaca, Morelos, México, 5 de agosto de 2012) foi uma cantora da tradição ranchera mexicana.
Se mudou para o México aos 15 anos em busca de paz e uma carreira. O país a acolheu e lhe deu tudo que desejou.
Iniciou sua carreira aos 32 anos e teve grande evidência nos anos 1950. Conhecida por sua maneira chorosa e intensa de cantar. Encantou o mundo com sua voz incomparável. Foi amante da pintora Frida Kahlo. Após uma carreira bem sucedida no gênero e a posterior decadência obtida pelo consumo excessivo de álcool, foi redescoberta em 1992 pelo cineasta Pedro Almodóvar, que resgatou seu talento agora com quase 80 anos, apresentando-a em seus filmes. Publicou sua autobiografia em 2002 em livro intitulado Y si quieres saber de mi pasado.

Chavela Vargas faleceu no dia 5 de agosto de 2012 em Tepoztlán, lugar onde morava e no qual se inspirou para compor a canção Maria Tepozteca.

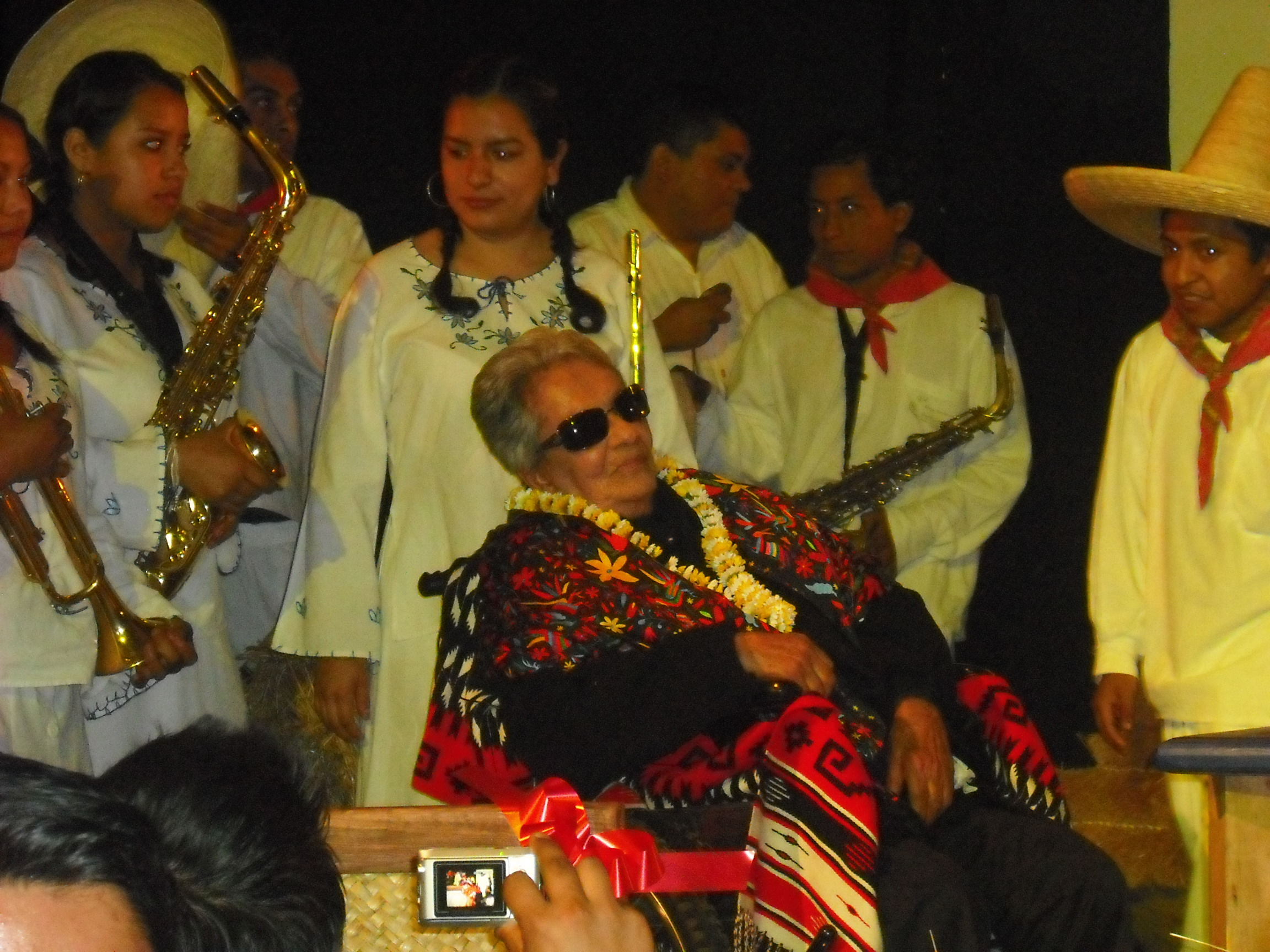
Homenagem a Chavela Vargas em 2009, Tepoztlán, Morelos.

## Discografia
- Piensa en mí, 1991
- Boleros, 1991
- Sentimiento de México (vol. 1), 1995
- De México y del mundo, 1995
- Le canta a México, 1995
- Volver, volver, 1996
- Dos, 1996
- Grandes Momentos, 1996
- Macorina, 1996
- Colección de Oro, 1999
- Con la rondalla del amor de Saltillo, 2000
- Para perder la cabeza, 2000
- Las 15 grandes de Chavela Vargas, 2000
- Grandes éxitos, 2002
- Para toda la vida, 2002
- Discografía básica, 2002
- Antología, 2004
- Somos, 2004
- En Carnegie Hall, 2004
- La Llorona, 2004
- Cupaima, 2007
- ¡Por mi culpa!, 2010
- Luna Grande, 2012

## Filmografia
- Babel , (2006), de Alejandro Gonzáles Iñárritu;
- Frida, (2002) de Julie Taymor, interpretou a canção La Llorona;
- Kika(1993), La flor de mi secreto(1995) e Carne Trêmula (1997) de Pedro Almodóvar;
- Cerro Torre (1991), de Werner Herzog;
- La Soldadera, (1967).

## Referência musicais
- Sobre Chavela Vargas em Allmusic
- Sobre Chavela Vargas em MySpace